# Vasîlkivți, Huseatîn
Vasîlkivți (în ucraineană Васильківці) este o comună în raionul Huseatîn, regiunea Ternopil, Ucraina, formată numai din satul de reședință.

## Demografie
Componența lingvistică a comunei Vasîlkivți
     Ucraineană (99,05%)
     Alte limbi (0,95%)
Conform recensământului din 2001, majoritatea populației comunei Vasîlkivți era vorbitoare de ucraineană (99,05%), existând în minoritate și vorbitori de alte limbi.